# 伍周美蓮
 伍周美蓮，JP（1947年6月1日—），香港教育工作者及政治人物，曾擔任區議員及立法局議員。

## 背景
伍周美蓮早年就讀嘉諾撒聖瑪利書院，後入讀柏立基教育學院及羅富國教育學院，1976年於倫敦大學取得通識文學士學位（修讀邏輯、純數、哲學以及歷史）。她其後於1966年至1969在聖母書院任教，1972年起任教於潔心中學（現潔心林炳炎中學），並在1982年香港區議會選舉中自動當選為黃大仙區議員（橫頭磡選區），1985年及1988年連任。1983年至1988年獲委任為香港立法局議員，成為「雙料議員」。1984年當選為香港十大傑出青年。1986年獲委任為太平紳士。

## 個人生活
周美蓮於1972年與伍某男結婚，婚後育有兩子。